# Philip Johnson-Laird
Philip Johnson-Laird (Leeds, 12 ottobre 1936) è uno psicologo britannico.

## Biografia
È stato docente presso il Dipartimento di Psicologia dell'Università di Princeton, nonché autore di numerosi libri sulla cognizione umana e sulla psicologia del ragionamento.
I contributi di Johnson-Laird alla psicologia cognitiva hanno principalmente riguardato, oltre alla psicologia del ragionamento, la psicologia del linguaggio, della musica e delle emozioni. I suoi primi lavori hanno evidenziato come gli esseri umani commettono errori sistematici nel ragionamento e che l’ordine delle parole e il contenuto delle premesse hanno un enorme effetto sulla genesi delle loro conclusioni – un risultato in conflitto con l’idea che gli esseri umani utilizzino regole formali di inferenza per giungere a conclusioni frutto di ragionamento.
Johnson-Laird, assieme a Ruth M.J. Byrne, ha dimostrato che i significati che le parole hanno (o che le persone attribuiscono ad esse) sono di fatto dei simboli computazionali, elaborati durante il processo di comprensione del discorso – un'ipotesi alternativa che ha portato a una serie di esperimenti su come le persone realmente fanno inferenze. I risultati di questi esperimenti supportano fortemente la teoria secondo cui la comprensione linguistica consiste nella costruzione di modelli mentali, e il ragionamento nella manipolazione di questi modelli, teoria nota con il nome di modelli mentali del ragionamento.
Concepita inizialmente come una teoria del ragionamento sillogistico (cioè dei processi mentali eseguiti da un soggetto che cerca di trarre una conclusione dalle premesse di un sillogismo), la teoria è stata estesa ad altri tipi di ragionamento e alla comprensione del linguaggio naturale. Secondo Johnson-Laird, un sillogismo è valutato costruendo un modello mentale integrato delle premesse e visualizzando la relazione tra i termini estremi che figurano nel modello integrato. L'integrazione dei modelli delle premesse può avvenire in più di un modo, ed è verosimile che un sillogismo sia tanto più "difficile" quanto più numerosi sono i modelli integrati costruibili. Questa previsione è infatti confermata dai dati sulle prestazioni di soggetti umani impegnati nella risoluzione di sillogismi (Modelli mentali, 1983).
In questa prospettiva, i modelli mentali possono essere costruiti a partire dalla percezione, dall’i mmaginazione o dalla comprensione del discorso. Tali modelli mentali sono simili ai modelli degli architetti o ai diagrammi dei fisici in quanto la loro struttura è analoga alla struttura della situazione che rappresentano, a differenza, ad esempio, della struttura delle forme logiche utilizzate nelle teorie delle regole formali del ragionamento. Sotto questo aspetto, sono in parte assimilabili alle immagini nella teoria pittorica del linguaggio descritta da Ludwig Wittgenstein nel 1922.
Come ipotesi sulla comprensione del linguaggio, la teoria prevede che a una rappresentazione proposizionale del testo in ingresso (cioè a una traduzione nel "linguaggio del pensiero") faccia seguito in certi casi la costruzione di un modello mentale del testo, in cui le nuove informazioni vengono man mano integrate, e sulla base del quale un soggetto è in grado di ragionare sul testo, rispondere a domande ecc.
I modelli mentali si basano su un insieme di presupposti fondamentali o assiomi, che li distinguono da altre rappresentazioni proposte nella psicologia del ragionamento. Ogni modello mentale rappresenta una possibilità, rappresentando ciò che è comune a tutti i diversi modi in cui la possibilità può verificarsi. I modelli mentali si basano su un principio di verità: tipicamente rappresentano solo quelle situazioni che sono possibili, e ciascun modello di possibilità rappresenta solo ciò che è vero data quella possibilità, e stante quanto affermato. Tuttavia, i modelli mentali possono rappresentare anche ciò che è falso, ad esempio nel caso del pensiero controfattuale.
Un assunto della teoria dei modelli mentali del ragionamento è che le persone non hanno una mente già attrezzata con regole formali di inferenza; l'essere umano si affida alla sua capacità di comprendere le premesse di una affermazione. Sulla base di ciò, si costruiscono modelli mentali degli stati di cose descritti in un qualsiasi linguaggio naturale.
Il presupposto fondamentale della teoria dei modelli mentali del ragionamento è che le persone sono in grado di tenere a mente modelli solo per un numero limitato di problemi, e di conseguenza utilizzano modelli che rappresentano quanta più informazione possibile, anche in modo implicito. I modelli mentali possono dunque essere espliciti oppure impliciti. Per esempio, un'implicazione logica del tipo: "Se nella mano c'è un Re, allora nella mano c'è un Asso", richiede la costruzione di un modello esplicito della possibilità della presenza del Re oppure dell'Asso, e un modello implicito che ammette altre possibilità, ma senza svilupparle esplicitamente.

### Un esempio di costruzione di modelli mentali espliciti e impliciti
Dice Giuseppe: una sola delle due affermazioni che mi accingo a fare è vera, mentre l’altra è falsa:
1. Ho in mano due carte. Se una delle due è un Fante, allora l’altra è una Regina.
2. Ho in mano due carte. Se una delle due è un Dieci, allora l’altra è una Regina.

Quindi, o è vera la prima affermazione (e falsa la seconda) oppure è vera la seconda (e falsa la prima). Stando così le cose, è più probabile che Giuseppe abbia in mano una Regina che un Fante o viceversa? Intuitivamente siamo portati a ritenere più probabile che Giuseppe abbia in mano una Regina.

#### Ipotizziamo vera la prima e falsa la seconda.
1. Se Giuseppe ha un Fante in mano, allora ha una Regina in mano (modello mentale esplicito).
2. Se Giuseppe ha un Dieci in mano, allora NON ha una Regina in mano (modello mentale implicito).

Negare il conseguente è l’unico modo per falsificare una proposizione del tipo se P allora Q. Tale negazione è un modello mentale implicito.
Se P allora Q falsificata diventa se P allora non Q, che è una condizione che deve essere necessariamente tenuta in considerazione per la risoluzione del problema, sebbene in forma implicita.
Le combinazioni possibili del problema sono pertanto:
1. Fante + Regina, in relazione alla prima affermazione (modello mentale esplicito);
2. Regina, in relazione alla prima affermazione (modello mentale esplicito);
3. Dieci + no Regina (Dieci senza Regina), in relazione alla seconda affermazione (modello mentale implicito);
4. no Regina, in relazione alla seconda affermazione (modello mentale implicito).

Una attenta analisi suggerisce che 2. non è possibile in quanto contraddirebbe 4.
Anche 1. contraddirebbe 4. e pertanto l’unica possibile rimane 3, alla quale arriviamo grazie al modello mentale implicito.
Quando ad essere vera è la prima asserzione, l’unica combinazione possibile è Dieci.

#### Ipotizziamo falsa la prima e vera la seconda
1. Se Giuseppe ha un Fante in mano, allora NON ha una regina in mano (modello mentale implicito).
2. Se Giuseppe ha un Dieci in mano, allora ha una Regina in mano (modello mentale esplicito).

Le combinazioni possibili sono pertanto:
1. Fante + no Regina (Fante senza Regina), in relazione alla prima affermazione (modello mentale implicito);
2. no Regina, in relazione alla prima affermazione (modello mentale implicito);
3. Dieci + Regina, in relazione alla seconda affermazione (modello mentale esplicito);
4. Regina, in relazione alla seconda affermazione (modello mentale esplicito).

Una attenta analisi suggerisce che 4. non è possibile in quanto contraddirebbe 2.
Anche 3. contraddirebbe 2. e pertanto l’unica possibile rimane 1, alla quale arriviamo grazie al modello mentale implicito.
Quando ad essere vera è la seconda asserzione, l’unica combinazione possibile è Fante.
Nella mano pertanto, prescindendo da quale asserzione sia vera, non ci sarà mai la Regina, che è un'affermazione apparentemente controintuitiva se non consideriamo i modelli mentali impliciti.
Sia nel caso del ragionamento, sia nel caso della comprensione Johnson-Laird ha tradotto le procedure mentali ipotizzate in programmi per calcolatore: la realizzazione computazionale consente di valutare meglio non solo la coerenza, ma anche l'adeguatezza empirica della teoria (se la teoria è adeguata, il calcolatore deve "sbagliare" con frequenza analoga ai soggetti umani, e negli stessi casi).

## Opere
- Psicologia del ragionamento (1972, con Peter Cathcart Wason)
- Linguaggio e percezione (1976, con George Armitage Miller)
- Modelli mentali (1983)
- La mente e il computer. Introduzion alla scienza cognitiva (1988).
- Pensiero e ragionamento
- Deduzione induzione creatività. Pensiero umano e pensiero meccanico